# Championnat de Tchécoslovaquie de basket-ball
Le Championnat de Tchécoslovaquie de basket-ball s'est disputé de 1930 à 1993.

## Historique
Le championnat n'a connu qu'une seule interruption en, 1945.

## Palmarès

### Masculin
- 1930 : YMCA Prague
- 1931 : YMCA Prague
- 1932 : YMCA Prague
- 1933 : YMCA Prague
- 1934 : YMCA Prague
- 1935 : YMCA Prague
- 1936 : YMCA Prague
- 1937 : Uncas Prague
- 1938 : Uncas Prague
- 1939 : Sokol Královo Pole
- 1940 : BC Sparta Prague
- 1941 : Sokol Prazský
- 1942 : SK Zabrovesky
- 1943 : SK Zabrovesky
- 1944 : Uncas Prague
- 1945 : pas de championnat
- 1946 : Sokol Brno
- 1947 : Sokol Brno
- 1948 : Sokol Brno
- 1949 : Sokol Brno
- 1950 : Sokol Brno
- 1951 : Sokol Brno
- 1952 : Slavia Brno
- 1953 : Slavia Brno
- 1954 : ÚDA Prague
- 1955 : ÚDA Prague
- 1956 : ÚDA Prague
- 1957 : Slovan Orbis
- 1958 : Spartak Brno
- 1959 : Slovan Orbis
- 1960 : BC Sparta Prague
- 1961 : Iskra Svit
- 1962 : Spartak Brno
- 1963 : Spartak Brno
- 1964 : Spartak Brno
- 1965 : VŠ Prague
- 1966 : VŠ Prague
- 1967 : Spartak Brno
- 1968 : Spartak Brno
- 1969 : VŠ Prague
- 1970 : VŠ Prague
- 1971 : VŠ Prague
- 1972 : VŠ Prague
- 1973 : Dukla Olomouc
- 1974 : VŠ Prague
- 1975 : Dukla Olomouc
- 1976 : Zbrojovka Brno
- 1977 : Zbrojovka Brno
- 1978 : Zbrojovka Brno
- 1979 : Inter Bratislava
- 1980 : Inter Bratislava
- 1981 : VŠ Prague
- 1982 : VŠ Prague
- 1983 : Inter Bratislava
- 1984 : RH Pardubice
- 1985 : Inter Bratislava
- 1986 : Zbrojovka Brno
- 1987 : Zbrojovka Brno
- 1988 : Zbrojovka Brno
- 1989 : Baník Ciegel Prievidza
- 1990 : Zbrojovka Brno
- 1991 : VŠ Prague
- 1992 : USK Prague
- 1993 : Baník Ciegel Prievidza

### Féminin
- 1933 : VBVS Prague
- 1934 : VBVS Prague
- 1935 : VBVS Prague
- 1936 : VBVS Prague
- 1937 : Strakova akademie Prague
- 1938 : Strakova akademie Prague
- 1939 : Strakova akademie Prague
- 1940 : Strakova akademie Prague
- 1941 : UNCAS Prague
- 1942 : UNCAS Prague
- 1943 : UNCAS Prague
- 1944 : UNCAS Prague
- 1945 : pas de championnat
- 1946 : Železničářky Hradec Králové
- 1947 : Železničářky Hradec Králové
- 1948 : AC Sparta Prague
- 1949 : AC Sparta Prague
- 1950 : Bratrství Sparta Praha
- 1951 : Žabovřesky Brno
- 1952 : Spartak Prague Sokolovo
- 1953 : Spartak Prague Sokolovo
- 1954 : Slovan Orbis Prague
- 1955 : Slavia Praha pedagog.
- 1956 : Slovan Orbis Prague
- 1957 : Slovan Orbis Prague
- 1958 : Spartak Prague Sokolovo
- 1959 : Slovan Orbis Prague
- 1960 : Slovan Orbis Prague
- 1961 : Slovan Orbis Prague
- 1962 : Slovan Orbis Prague
- 1963 : Spartak Prague Sokolovo
- 1964 : Slovan Orbis Prague
- 1965 : Slovan Orbis Prague
- 1966 : Sparta ČKD Prague
- 1967 : Sparta ČKD Prague
- 1968 : Sparta ČKD Prague
- 1969 : Sparta ČKD Prague
- 1970 : Slavia VŠ Prague
- 1971 : Sparta ČKD Prague
- 1972 : Sparta Prague
- 1973 : Slavia VŠ Prague
- 1974 : Sparta ČKD Prague
- 1975 : Sparta ČKD Prague
- 1976 : Sparta ČKD Prague
- 1977 : Sparta ČKD Prague
- 1978 : Sparta ČKD Prague
- 1979 : Sparta ČKD Prague
- 1980 : Sparta ČKD Prague
- 1981 : Sparta ČKD Prague
- 1982 : VŠ Prague
- 1983 : VŠ Prague
- 1984 : VŠ Prague
- 1985 : VŠ Prague
- 1986 : Sparta ČKD Prague
- 1987 : Sparta ČKD Prague
- 1988 : VŠ Prague
- 1989 : VŠ Prague
- 1990 : PF Banská Bystrica
- 1991 : SCP Ružomberok
- 1992 : SCP Ružomberok
- 1993 : SCP Ružomberok